# Christian Theobald

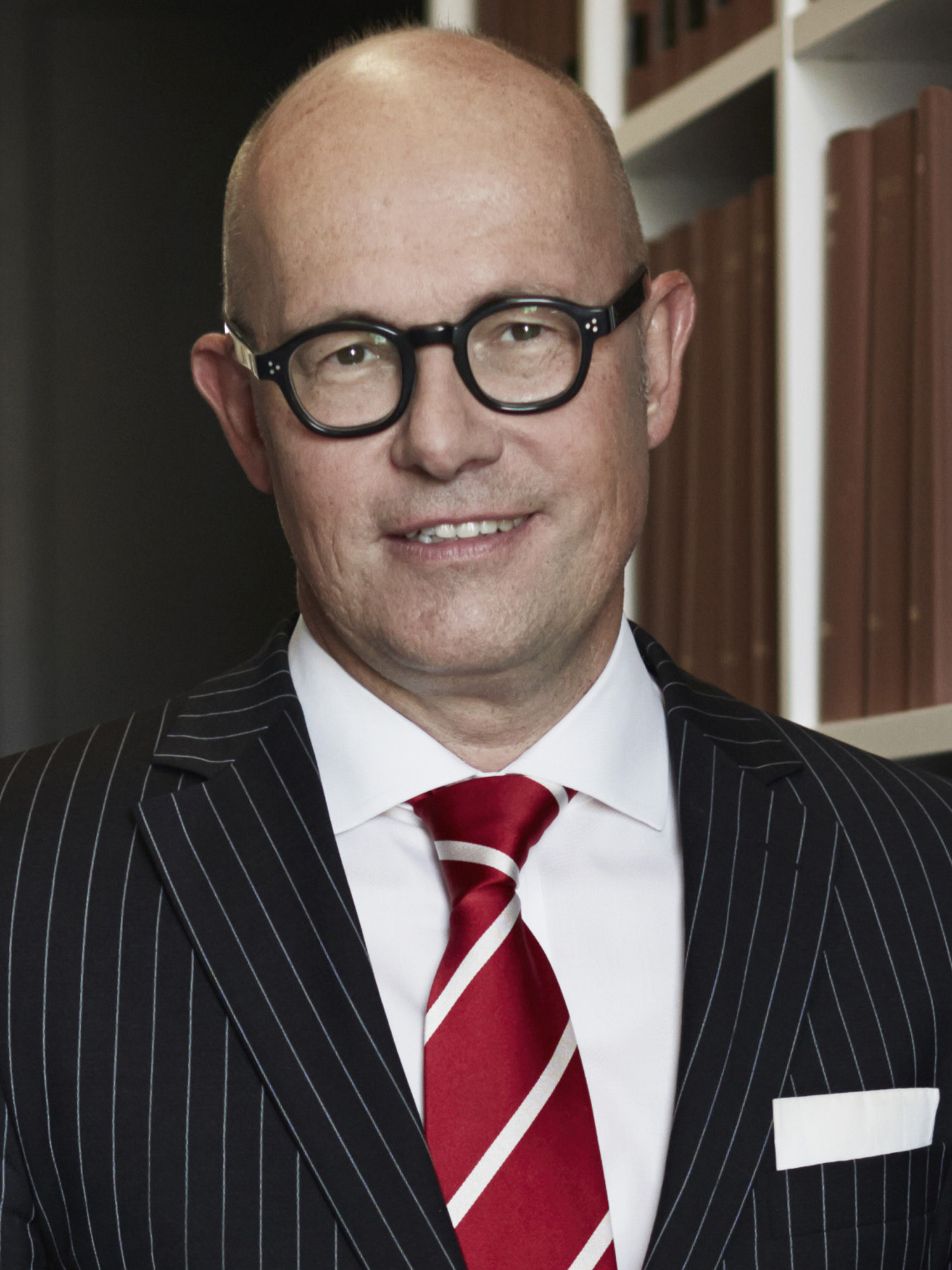
Christian Theobald (2013)

Christian Theobald (* 1966 in Heidelberg) ist ein deutscher Jurist.

## Leben
Theobald wurde 1999 an der Deutschen Hochschule für Verwaltungswissenschaften in Speyer promoviert. Derzeit ist er in Berlin als Rechtsanwalt in der auf Infrastrukturrecht spezialisierten Kanzlei Becker Büttner Held (BBH) niedergelassen. Daneben war er Lehrbeauftragter an der Humboldt-Universität Berlin und Technischen Universität Berlin. 2012 wurde er zum Honorarprofessor der Deutschen Universität für Verwaltungswissenschaften in Speyer ernannt. Er ist Verfasser mehrerer Werke zum Energierecht und Energiewirtschaftsrecht.
Christian Theobald ist verheiratet und lebt mit seiner Frau und seinem Sohn in Berlin.

## Engagement
Seit 2008 ist Christian Theobald Lehrbeauftragter und seit 2012 Honorarprofessor an der Deutschen Universität für Verwaltungswissenschaften Speyer. Außerdem übt er regelmäßig Sachverständigentätigkeit im Deutschen Bundestag aus und ist Sprecher des Studienkreises „Infrastruktur-Regulierung Energie – Telekommunikation – Verkehr – Wasser“ an der Rheinischen Friedrich-Wilhelms-Universität Bonn. Der Experte ist mehrfacher Herausgeber wichtiger Fachzeitschriften und einschlägiger Werke, z. B. der Fachbuchreihe zum Energie- und Infrastrukturrecht. Er ist Herausgeber und Schriftleiter bzw. Chefredakteur der Zeitschrift InfrastrukturRecht (IR) sowie der Zeitschrift für das gesamte Recht der Energiewirtschaft (EnWZ), alle im C. H. Beck-Verlag erscheinend. Außerdem fungiert er als Herausgeber der Zeitschriften Die öffentliche Verwaltung (DÖV) und European Networks Law & Regulation Quarterly (ENLR) sowie als Wissenschaftlicher Beirat der Fachzeitschrift Netzwirtschaften & Recht (N&R).

## Auszeichnungen
Im Ranking des Handelsblattes und des US-Verlags Best Lawyers wurde Christian Theobald als einer von „Deutschlands besten Anwälten“ 2015 bis 2024 im Energierecht ausgezeichnet, 2020 bis 2024 zusätzlich im Bereich Regulierung – und 2016 als „Anwalt des Jahres“ im Energierecht. JUVE, Handbuch Wirtschaftskanzleien führt ihn 2002–2015 als „führender Name“ im Energierecht und 2015/2016 als „führender Name“ im Regulierungsrecht sowie 2017–2022 als häufig empfohlener Anwalt im Energiewirtschaftsrecht. Im Kanzleihandbuch Legal 500 Deutschland wird er 2016 bis 2023 als „führender Name“ im Energiesektor hervorgehoben. Zudem hebt ihn Who’s Who Legal Germany 2016–2020 und 2022 im Bereich Energie hervor und Chambers Europe Germany empfiehlt ihn 2016–2020 für den Bereich Energie/Regulierung.

## Schriften
- mit Klaus König, Markus Adam, Benedikt Speer: Governance als entwicklungs- und transformationspolitisches Konzept, 2002. Schriftenreihe der Hochschule Speyer, Band 151, ISBN 978-3-428-10822-0.
- Zur Ökonomik des Staates – Good Governance und die Perzeption der Weltbank, 2000 (Dissertation), ISBN 3-7890-6613-3.
- mit Christiane Nill-Theobald: Grundzüge des Energiewirtschaftsrechts, 3. Aufl. 2013.
- mit Ines Zenke: Grundlagen der Strom- und Gasdurchleitung – die aktuellen Rechtsprobleme, 2001.
- mit Jens-Peter Schneider (Hrsg.): Recht der Energiewirtschaft, 5. Aufl. 2021.[6]
- mit Christian de Wyl, Jost Eder: Der Wechsel von Stromlieferanten, 2002.
- mit Peter Franke (Hrsg.): Energierecht im Wandel. Festschrift für Wolfgang Danner zum 80 Geburtstag, 2019.
- Energierecht, 18. Aufl. 2023.
- mit Jürgen Kühling (Hrsg.): Energierecht. Kommentar in 6 Bänden, 124. Aufl. 2024.